# درة غاتشي آب ديفه (كوشك)
درة غاتشي آب ديفه (بالفارسية: دره‌گچی آب دیفه) هي منطقة سكنية تقع في إيران في قسم كوشك الريفي.